# Angus Scrimm
Lawrence Rory Guy dit Angus Scrimm, est né le 19 août 1926 à Kansas City (Kansas), et mort le 9 janvier 2016 à Los Angeles (Californie). Il s'est rendu célèbre à partir de 1979 dans le rôle-clef de l'Homme en Noir, le croque-mort dans la série de films d'horreur Phantasm de Don Coscarelli.

## Filmographie
- 1979 : Phantasm : l'Homme en Noir
- 1986 : Shopping (Chopping Mall) de Jim Wynorski : Dr. Carrington
- 1988 : Phantasm 2 : l'Homme en Noir
- 1994 : Phantasm III: Le Seigneur de la Mort : l'Homme en Noir
- 1997 : Wishmaster : le narrateur
- 1998 : Phantasm IV: Aux sources de la Terreur : Jebediah Morningside / le Grand Homme
- 2001 : Alias : Calvin McCullough
- 2004 : The Off Season : Ted
- 2005 : Les Maîtres de l'horreur : Buddy
- 2006 : Satanic (en) : Dr. Barbary
- 2006 : Automatons : The Scientist
- 2010 : Satan Hates You : Dr. Michael Gabriel
- 2011 : Femme Fatales : Dr. Chandler
- 2016 : Phantasm: Ravager : Jebediah Morningside / le Grand Homme